# Motorpsycho
A Motorpsycho norvég rockegyüttes. 1989-ben alakult Trondheim városában. Let Them Eat Cake (2000) és Phanerothyme (2001) albumaik vezették a norvég lemezeladási listát.

## Története
Nevüket Russ Meyer filmrendező ugyanilyen című filmjéről kapták (a Mudhoney és a Faster Pussycat együttesek mintájára, amelyek szintén filmekről kapták a nevüket). A zenekar rockzenét játszik, de számtalan egyéb stílust is vegyítenek zenéjükben (például dzsessz, post-rock, country, pop és alternatív rock). 
Első nagylemezüket 1991-ben adták ki. Korai albumaikon a grunge, indie rock és noise rock elemeket vegyítették, a 2000-es albumuktól kezdve dzsesszesebb stílusra váltottak. 2012-es albumukon a Trondheim Jazz Orchestra és Stale Storlokken billentyűs (a Supersilent-ből) is közreműködött a Motorpsycho-val. A "Child of the Future" albumukért elnyerték az Edvard-díjat.

## Tagok
- Bent Saether – ének, basszusgitár, gitár, billentyűk, dob (1989-)
- Hans Magnus Ryan – gitár, ének, billentyűk, mandolin, hegedű, basszusgitár (1989-)
- Tomas Jarmyr – dob (2017-)

## Korábbi tagok
- Kjell Runar Jenssen – dob (1989-1991)
- Hakon Gebhardt – dob, ének, bendzsó, gitár (1991-2005)
- Helge "Deathprod" Sten – teremin, elektronika (1992-1994)
- Lars Lien – billentyűk, ének (1994)
- Morten Fagervik – ritmusgitár, billentyűk (1994-1996)
- Kenneth Kapstad – dob, billentyűk, ének (2007-2016)

## Diszkográfia
- Lobotomizer (1991)
- 8 Soothing Songs for Rut (1992)
- Demon Box (1993)
- Timothy's Monster (1994)
- The Tussler – Original Motion Picture Soundtrack (1994)
- Blissard (1996)
- Angels and Daemons at Play (1997)
- Trust Us (1998)
- Let Them Eat Cake (2000)
- Barracuda (mini album, 2001)
- Phanerothyme (2001)
- It's a Love Cult (2002)
- Black Hole/Black Canvas (2006)
- Little Lucid Moments (2008)
- Child of the Future (2009)
- Heavy Metal Fruit (2010)
- Death Defying Unicorn (2012)
- Still Life with Eggplant (2013)
- The Motorpnakotic Fragments (2014)
- En Konsert for Folk Fest (2015)
- Here Be Monsters (2016)
- Here Be Monsters vol 2 (2016)
- Begynellser (2017)
- The Tower (2017)
- The Crucible (2019)
- The All is One (2020)
- Kingdom of Oblivion (2021)
- Ancient Astronauts (2022)